# Rosz (folyó)
A Rosz (ukránul: Рось) folyó Ukrajnában, mely a Dnyepermelléki-hátságban ered, 346 kilométer hosszú, vízgyűjtő területe 12 575 km² és a Dnyeper folyóba torkollik. Kisebb vízerőművek találhatóak rajta, vizét öntözésre használják.